# マイコスエウ・レジナウド・デ・マトス
マイコスエウ・レジナウド・デ・マトス（Maicosuel Reginaldo de Matos、1986年6月16日 - ）はブラジル・サンパウロ州コスモポリス出身の元サッカー選手。現役時代のポジションはミッドフィルダー。
マイコスウェルとも表記される。

## 来歴
アトレチコ・ソロカーバでキャリアをスタート。パラナ・クルーベで頭角を現し、2007年にクルゼイロECへ移籍。ここでは定位置を確保出来ず、2008年にSEパルメイラスへレンタル移籍。2009年にレンタル移籍したボタフォゴFRでの活躍が認められ、2009年5月に450万ユーロでドイツのTSG1899ホッフェンハイムへ移籍。しかし、1シーズンでボタフォゴに復帰する。2012年7月にイタリアのウディネーゼ・カルチョへ移籍。2014年にアトレチコ・ミネイロへ移籍。2015年にアラブ首長国連邦のアル・シャールジャSCC へレンタル移籍。2017年にサンパウロFCへ移籍。

## 所属クラブ
- アトレチコ・ソロカーバ 2001-2005
- パラナ・クルーベ 2005-2006
- クルゼイロEC 2007-2008

→ SEパルメイラス (loan) 2008
→ ボタフォゴFR (loan) 2009
- TSG1899ホッフェンハイム 2009-2010
- ボタフォゴFR 2010-2012
- ウディネーゼ・カルチョ 2012-2014
- アトレチコ・ミネイロ 2014-2017
- → アル・シャールジャSCC 2015-2016
- サンパウロFC 2017-2020

→ グレミオFBPA 2018
→ パラナ・クルーベ 2018-2019